# Пуцачина из трећег лица
Пуцачина из трећег лица (енгл. Third person shooter, TPS) је врста видео-игре код којих је приказ главног јунака игре (пратилац дешавања игре) из перспективе трећег лица. То су игре које симулирају нека дешавања, углавном из стварног света, мада игре никада не могу представљати другу стварност. Једна од најпопуларнијих је Fortnite.